# Handelsembargo
Handelsembargo (Økonomiske sanktioner), betyder hindring, et handelsforbud, et delvist eller fuldstændige forbud mod handel og handel med et bestemt land, stat eller en gruppe af lande. Embargoer betragtes som stærke diplomatiske foranstaltninger, der pålægges i et forsøg på at fremkalde et givet resultat af national interesse fra det land, som det pålægges.
Embargoer betragtes generelt som juridiske handelshindringer, ikke at forveksle med blokader, som ofte anses for at være krigshandlinger  Embargoer kan betyde begrænsning eller forbud mod eksport eller import, oprettelse af kvantitetskvoter, pålæggelse af særlige vejafgifter, skatter, forbud mod fragt eller transportkøretøjer, frysning eller beslaglæggelse af fragt, aktiver, bankkonti, begrænsning af transporten af bestemte teknologier eller produkter.
Effektiviteten af sanktioner kan diskuteres, sanktioner kan have utilsigtede konsekvenser .   Økonomiske sanktioner kan omfatte forskellige former for handelsbarrie , tariffer og restriktioner for finansielle transaktioner. Fra 1995 har FN's sikkerhedsråds sanktioner været rettet mod enkeltpersoner og enheder i modsætning til tidligere årtiers omfattende embargoer.
Som reaktion på embargoer udvikler der sig ofte en lukket økonomi i et område, der er udsat for Økonomiske sanktioner. Embargoernes effektivitet står således i forhold til omfanget og graden af international deltagelse. Embargoer kan være en mulighed for nogle lande til at udvikle selvforsyning. 

## Politiske sanktioner
Økonomiske sanktioner bruges som et udenrigspolitiks værktøj af mange regeringer. Økonomiske sanktioner pålægges sædvanligvis af et større land mod et mindre land af en af to grunde: enten er sidstnævnte en formodet trussel mod sikkerheden i den førstnævnte nation, eller også behandler det land sine borgere uretfærdigt. De kan bruges som et tvangsmiddel til at nå bestemte politiske mål relateret til handel eller til humanitære krænkelser. Økonomiske sanktioner bruges som et alternativt våben i stedet for at gå i krig for at opnå ønskede resultater.